# Julio Aurelio Amoedo
Julio Aurelio Amoedo (Buenos Aires, 24 de mayo de 1915 - 8 de julio de 1996) fue un dirigente político argentino vinculado al peronismo. Miembro del Partido Conservador Popular, ocupó una banca en el Senado de la Nación, por la Provincia de Catamarca desde 1983 a 1992.

## Carrera
Amoedo había nacido el 24 de mayo de 1915 en Buenos Aires. Egresó de la Facultad de Derecho y Ciencias Sociales de la Universidad de Buenos Aires con el título de abogado y doctor en Jurisprudencia.
De 1937 a 1940 se había desempeñado como diputado en la Legislatura de Buenos Aires cargo que ocupó luego en otras oportunidades. Presidió además la Comisión de Relaciones Exteriores del Senado donde trató el tema Malvinas, la negociación de la deuda externa y el conflicto del Beagle. Durante el régimen de Pedro Eugenio Aramburu estuvo varias veces detenido: la última vez el 16 de junio de 1957, oportunidad en la que pasó momentos difíciles tras sufrir una descompensación.
En 1958 durante el gobierno de Arturo Frondizi ingresó en el servicio exterior de la Nación como embajador en Cuba donde se desempeñó hasta que la Argentina rompió relaciones con el país centroamericano, el 8 de febrero de 1962. En el cargo y tras el triunfo de la Revolución Cubana, el presidente de los Estados Unidos Dwight D. Eisenhower le solicitó realizar gestiones de mediación ante el gobierno cubano con motivo de la confiscación de bienes estadounidenses. Luego encabezó una mediación para distender las relaciones con la Santa Sede, después de que Fidel Castro expulsara a más de 100 sacerdotes católicos por «contrarrevolucionarios». También dio asilo al cardenal Manuel Arteaga Betancourt.
Fue delegado en la Asamblea de las Naciones Unidas y en la Organización de los Estados Americanos. En 1962 representó a la Argentina en Guatemala en calidad de embajador. En 1974 ingresó como embajador en Venezuela y más tarde en Costa Rica donde estuvo hasta 1975. 
Se desempeñó como asesor de Vicente Solano Lima, vicepresidente en la fórmula que integró con Héctor José Cámpora. Junto con Solano Lima, fundó el Partido Conservador Popular que había surgido como una fracción del tronco conservador tradicional producido luego del golpe de Estado de 1955. Estaba casado con la empresaria Inés Lafuente, con quien tuvo una hija llamada Amalia.